# Dias Caires
Yahenda Joaquim Caires Fernandes (Arouca, Área Metropolitana do Porto, 18 de abril de 1978), conhecido por Dias Caires, é um ex-futebolista português naturalizado angolano, que atuava como defensor.

## Carreira
Jogou a maior parte de sua carreira no Petro de Luanda, entre 2001 e 2006. Atuaria ainda pelo Sagrada Esperança de 2007 a 2009, quando ficou um curto período sem clube.
Em 2010, Dias Caires assinou com o Interclube, mas, fora dos planos do técnico Álvaro Magalhães para o ano seguinte acabaria dispensado no final da temporada. Sem chances de encontrar um novo time, o defensor resolveu encerrar sua carreira em 2011.

## Seleção Angolana
Pela Seleção de Angola, Dias Caires disputou 14 jogos entre 2001 e 2010. Fez parte do elenco que disputou a Copa das Nações Africanas de 2010. Jogou apenas uma partida na competição, contra a Argélia, e viu do banco a eliminação dos Palancas frente à Seleção de Gana.
Estava sendo cogitada sua participação na Copa de 2006 - a primeira disputada pelos angolanos - , e também da Copa das Nações Africanas de 2008, mas Caires acabou sendo preterido em ambos os torneios.